# マグノリア (小惑星)
マグノリア (1060 Magnolia) は、小惑星帯にある小惑星である。カール・ラインムートがハイデルベルクのケーニッヒシュトゥール天文台で発見した。
植物のモクレン属 (Magnolia) に因んで名付けられた。